# کلمپ بابکوک

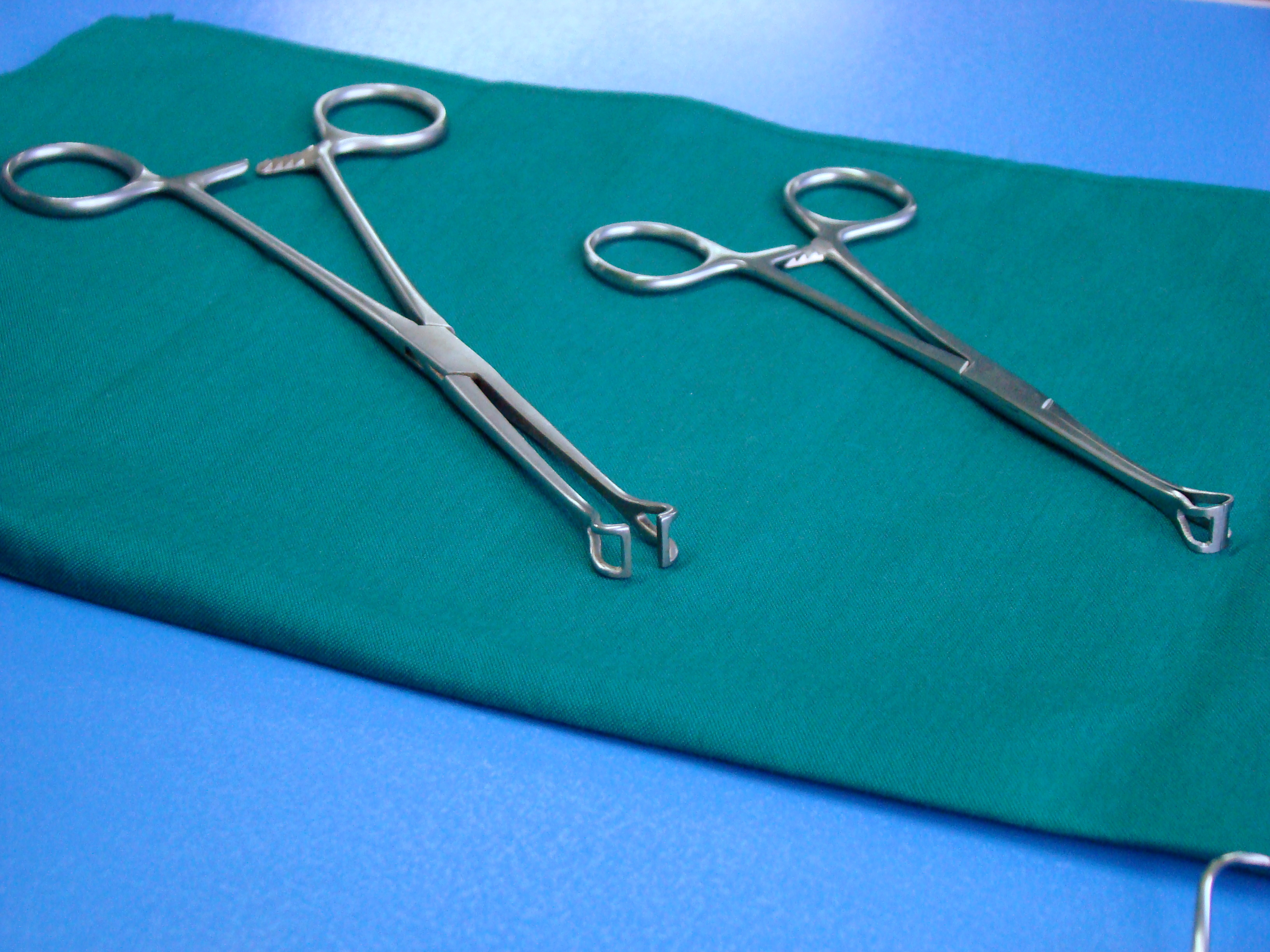
کلمپ بابکوک

کلمپ بابکوک (به انگلیسی: Babcock clamp) ابزاری جهت گرفتن و جابجایی بافت‌های نرمی بمانند روده باریک و زائده آپاندیس بوده که در دسته بندی ابزارآلات جراحی، عضو خانواده نگهدارنده‌های بافتی به حساب می‌آید.
- در قسمت دهانه فاقد دندانه و صاف بوده، در نتیجه باعث کاهش آسیب بافتی می‌گردد.
- کلمپ بابکوک در ست جراحی عمومی یافت می‌شود.

## نگارخانه

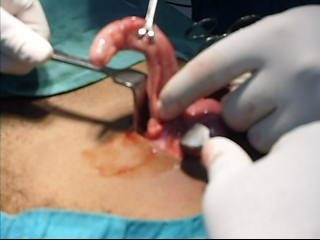
بالا نگه داشتن آپاندیس توسط کلمپ بابکوک
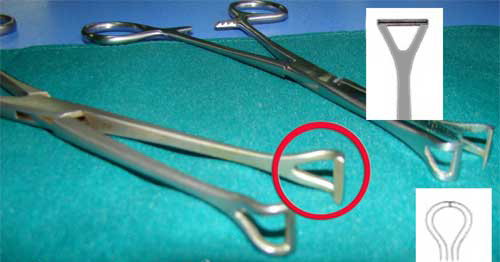
شکل خاص دهانه کلمپ بابکوک